# لیک چروکی (تگزاس)
لیک چروکی (به انگلیسی: Lake Cherokee) یک منطقهٔ مسکونی در ایالات متحده آمریکا است که در شهرستان گرگ، تگزاس واقع شده‌است. لیک چروکی ۳٬۰۷۱ نفر جمعیت دارد و ۱۰۳٫۰۲ متر بالاتر از سطح دریا واقع شده‌است.